# Список островов Германии
Ниже приведён краткий список основных известных, наиболее крупных островов Германии.

## ОстроваБалтийского моря
| Название острова | Оригинальное название острова | Федеральная земля             | Район                          | Площадь, км² |
| ---------------- | ----------------------------- | ----------------------------- | ------------------------------ | ------------ |
| Рюген            | Rügen                         | Мекленбург-Передняя Померания | Передняя Померания-Рюген       | 926,0        |
| Узедом           | Usedom                        | Мекленбург-Передняя Померания | Передняя Померания-Грайфсвальд | 373,0        |
| Фемарн           | Fehmarn                       | Шлезвиг-Гольштейн             | Восточный Гольштейн            | 185,4        |
| Пёль             | Poel                          | Мекленбург-Передняя Померания | Северо-Западный Мекленбург     | 34,3         |
| Умманц           | Ummanz                        | Мекленбург-Передняя Померания | Передняя Померания-Рюген       | 19,6         |
| Хиддензе         | Hiddensee                     | Мекленбург-Передняя Померания | Передняя Померания-Рюген       | 16,7         |

## ОстроваСеверного моря
| Название острова | Оригинальное название острова | Федеральная земля | Район               | Площадь, км² |
| ---------------- | ----------------------------- | ----------------- | ------------------- | ------------ |
| Зильт            | Sylt                          | Шлезвиг-Гольштейн | Северная Фрисландия | 99,2         |
| Фёр              | Föhr                          | Шлезвиг-Гольштейн | Северная Фрисландия | 82,9         |
| Пелльворм        | Pellworm                      | Шлезвиг-Гольштейн | Северная Фрисландия | 37,4         |
| Боркум           | Borkum                        | Нижняя Саксония   | Лер                 | 30,7         |
| Нордернай        | Norderney                     | Нижняя Саксония   | Аурих               | 26,3         |
| Амрум            | Amrum                         | Шлезвиг-Гольштейн | Северная Фрисландия | 20,4         |
| Лангеог          | Langeoog                      | Нижняя Саксония   | Виттмунд            | 19,7         |
| Шпикерог         | Spiekeroog                    | Нижняя Саксония   | Виттмунд            | 18,2         |
| Юст              | Juist                         | Нижняя Саксония   | Аурих               | 16,4         |
| Лангенес         | Langeneß                      | Шлезвиг-Гольштейн | Северная Фрисландия | 11,6         |
| Нордерогзанд     | Norderoogsand                 | Шлезвиг-Гольштейн | Северная Фрисландия | 9,4          |
| Вангероге        | Wangerooge                    | Нижняя Саксония   | Фрисландия          | 7,9          |
| Бальтрум         | Baltrum                       | Нижняя Саксония   | Аурих               | 6,5          |
| Хоге             | Hooge                         | Шлезвиг-Гольштейн | Северная Фрисландия | 5,9          |

## Внутренние острова
| Название острова | Оригинальное название острова | Федеральная земля             | Район                    | Площадь, км² |
| ---------------- | ----------------------------- | ----------------------------- | ------------------------ | ------------ |
| Херренинзель     | Herreninsel                   | Бавария                       | Кимзе                    | 2,4          |
| Майнау           | Mainau                        | Баден-Вюртемберг              | Констанц                 | 0,45         |
| Фрауенинзель     | Fraueninsel                   | Бавария                       | Кимзе                    | 0,12         |
| Райхенау         | Reichenau                     | Баден-Вюртемберг              | Констанц                 | 4,3          |
| Краутинзель      | Krautinsel                    | Бавария                       | Кимзе                    | 0,035        |
| Линдау           | Lindau                        | Бавария                       | Линдау                   | 0,68         |
| Шваненвердер     | Schwanenwerder                | Берлин                        | Штеглиц-Целендорф        | 0,25         |
| Айсвердер        | Eiswerder                     | Берлин                        | Берлин                   | 0,14         |
| Шпреинзель       | Spreeinsel                    | Берлин                        | Митте                    |              |
| Кирр             | Kirr                          | Мекленбург-Передняя Померания | Передняя Померания-Рюген | 3,7          |